# Municipio Roma VII (2001-2013)
Municipio Roma VII, già "Circoscrizione VII", è stata la denominazione della settima suddivisione amministrativa di Roma Capitale, situata ad est del centro storico.
Con la delibera n.11 dell'11 marzo 2013, l'Assemblea Capitolina lo accorpa con l'ex Municipio Roma VI ed istituisce il nuovo Municipio Roma V.

## Geografia fisica

### Territorio
Il suo territorio era suddiviso in otto Zone Urbanistiche e la sua popolazione così distribuita:
| M. Roma VII (Centocelle)         |         |
| 7a Centocelle                    | 55.758  |
| 7b Alessandrina                  | 28.256  |
| 7c Tor Sapienza                  | 12.648  |
| 7d La Rustica                    | 10.667  |
| 7e Tor Tre Teste                 | 11.924  |
| 7f Casetta Mistica               | 842     |
| 7g Centro Direzionale Centocelle | 1.343   |
| 7h Omo                           | 1.500   |
| Non Localizzati                  | 464     |
| Totale                           | 123.402 |

Il territorio si estendeva sui seguenti quartieri:
- Q. XIX Prenestino-Centocelle
- Q. XXIII Alessandrino

- Q. XXIV Don Bosco

e sulle seguenti zone:
- Z. VII Tor Cervara
- Z. VIII Tor Sapienza

- Z. XII Torre Spaccata

## Presidenti del Municipio

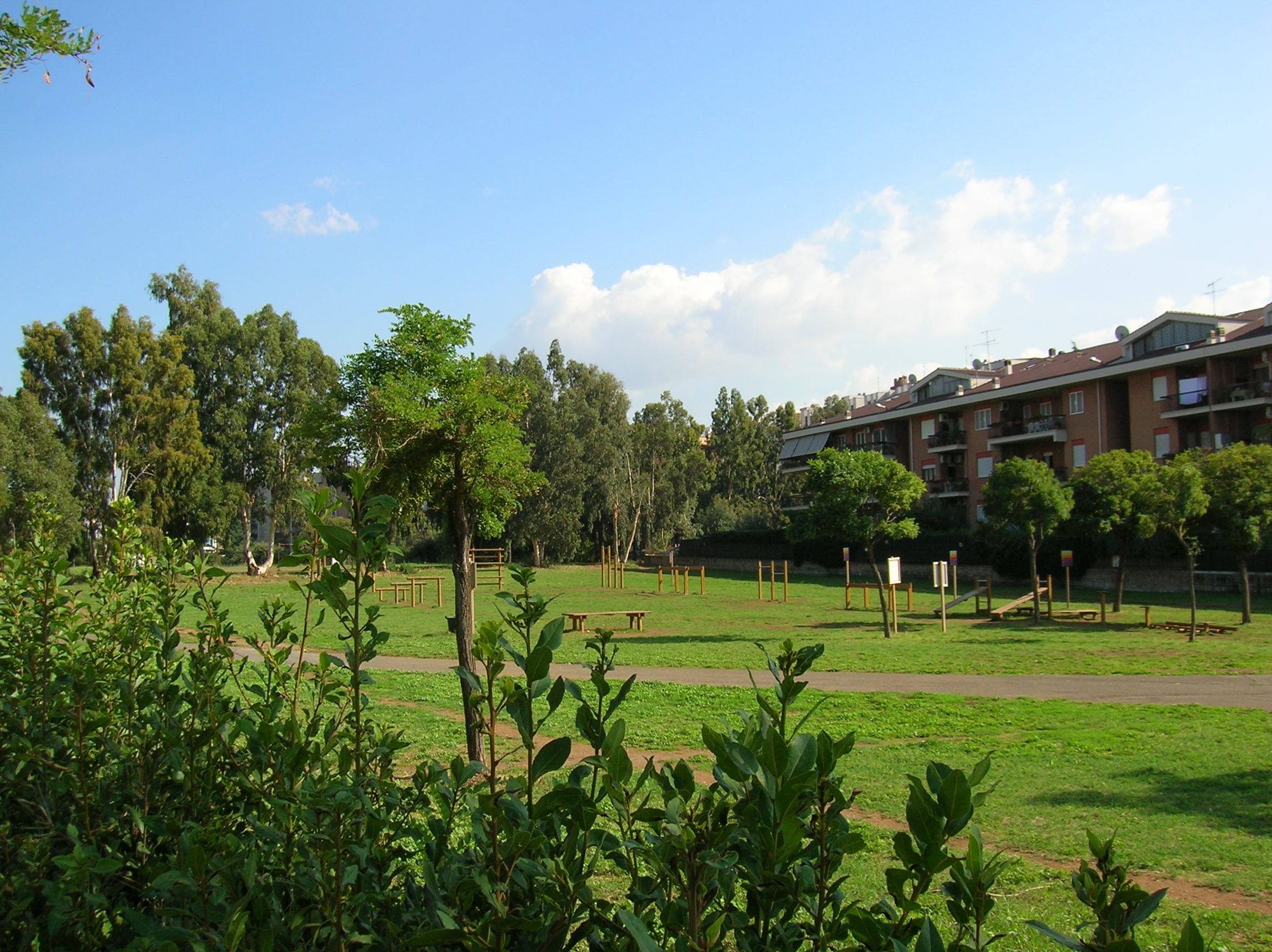
Il Parco di Tor Tre Teste

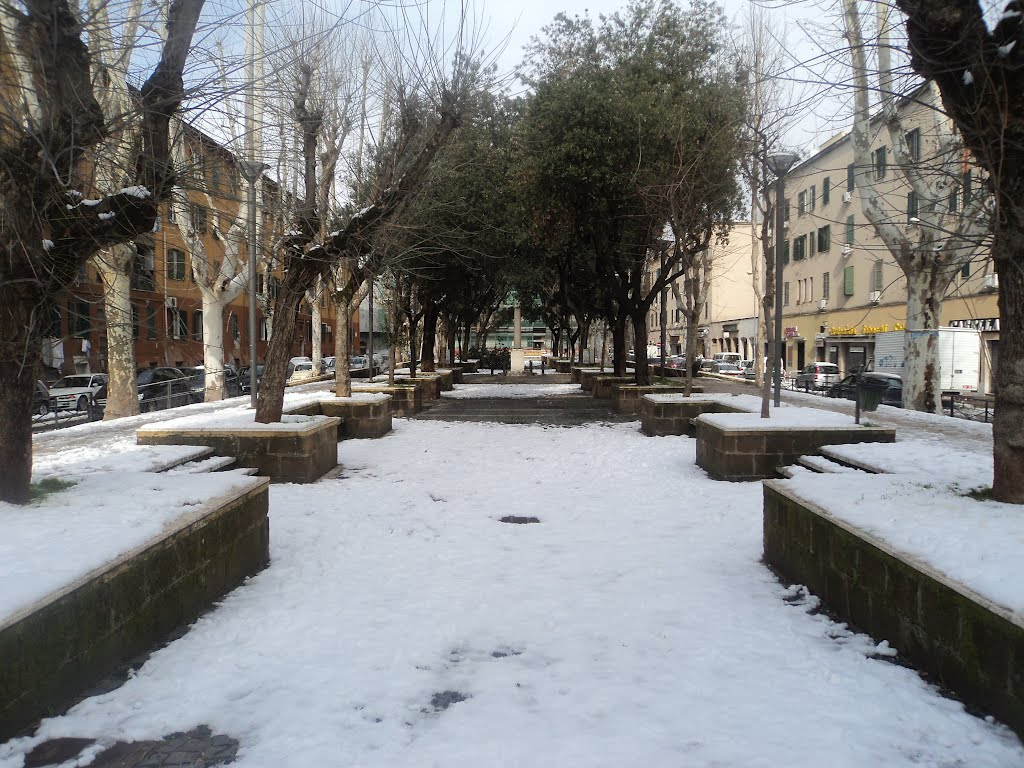
Piazza del Quarticciolo durante la neve del febbraio 2012

| Periodo | Periodo | Presidente           | Partito                                       | Carica     | Note |
| ------- | ------- | -------------------- | --------------------------------------------- | ---------- | ---- |
| 2006    | 2008    | Roberto Mastrantonio | Italia dei Valori/Sinistra Ecologia e Libertà | Presidente |      |
| 2008    | 2013    | Roberto Mastrantonio | Sinistra Ecologia e Libertà                   | Presidente |      |